# آترتون گریتر منچستر
آترتون گریتر منچستر (به انگلیسی: Atherton) یک شهرک در بریتانیا است که در Metropolitan Borough of Wigan واقع شده‌است. آترتون گریتر منچستر ۲۲٬۰۰۰ نفر جمعیت دارد.